# دانا كلاكستون
دانا كلاكستون هي مصورة كندية، ولدت في 1959 في يوركتن في كندا.

## وصلات خارجية
- الموقع الرسمي